# Alb (Oberrhein)
Die Alb ist ein etwa 51 Kilometer langer, kleiner Fluss im Nordschwarzwald und der mittleren Oberrheinischen Tiefebene in Baden-Württemberg, der am Nordrand der Gemarkung der Stadt Karlsruhe von rechts und Süden in den Rhein mündet.
Der Rhein hat weiter flussaufwärts auf seinem Hochrhein-Abschnitt einen weiteren Zufluss des Namens Alb aus dem Südschwarzwald, der auch Hauensteiner Alb genannt wird.

## Name
Der Name leitet sich vom keltischen Wort *albā für 'Weißwasser' ab. Es wird vermutet, dass es sich hierbei um eine typisch keltische Bezeichnung für Gebirgsflüsse handelt.

## Geographie

### Verlauf
Die Alb entspringt südöstlich des Berges Teufelsmühle auf etwa 743 m ü. NN. Von hier an fließt sie in nördlicher Richtung durch ein zunächst tief eingesenktes, breitsohliges Tal. Eine Talstufe durchschneidet sie im Engtal der Kluse und bildet dort einen kleinen, früher künstlich erhöhten Wasserfall. Unterhalb der von Felswänden des Rotliegenden überragten Kurstadt Bad Herrenalb sind die Talhänge deutlich niedriger, und das Gefälle des kleinen Flusses hat sich verringert. In diesem Talabschnitt liegt Frauenalb mit seiner Klosterruine. Bei Marxzell nimmt die Alb von rechts den Maisenbach auf. Bei Fischweier fließt ihr links die Moosalb zu. Bei Busenbach wendet sich ihr Lauf nach Nordwesten. Weite Teile der Talauen der Alb und ihrer Zuflüsse im Nordschwarzwald gehören seit 1994 zum Naturschutzgebiet Albtal und Seitentäler. Die im Talgrund verlaufende Albtalbahn verbindet Bad Herrenalb mit Ettlingen und Karlsruhe.
In Ettlingen verlässt die Alb nach recht genau ihrer halben Länge den Schwarzwald und tritt in die mittlere Oberrheinebene ein, durchfließt vollends Ettlingen und wendet danach ihren Lauf in der weitreichenden Kinzig-Murg-Rinne wieder in nördliche Richtung. In diesem sehr flachen Bereich zweigen von ihr links einige Seitenarme wie der Erlengraben ab, die dann alle wieder zurückfließen. Auf diesem Abschnitt fließt sie am Karlsruher Stadtteil Rüppurr vorbei.
Danach unterquert sie die Südtangente_(Karlsruhe) und folgt dieser dann in Richtung Nordwesten durch die Günther-Klotz-Anlage im Südwesten Karlsruhes – teilweise als Stadtteilgrenze zwischen Bulach und Beiertheim – und bildet so das Rückgrat eines der beliebtesten Naherholungsgebiete Karlsruhes. Durch Daxlanden fließt sie, sonst eher gestreckten Laufs, in einer großen Schleife.
Einer der landschaftlichen Höhepunkte ist hier die Staustufe „Appenmühle“, wo die Stadtwerke Karlsruhe nach 1944 seit dem Jahre 2000 wieder Strom aus Wasserkraft mit einer Leistung von 40 kW erzeugen; hier befindet sich auch eine Fischtreppe, deren Fischgängigkeit 2020 umfangreich modernisiert wurde.
Später umfließt die Alb eng den Karlsruher Rheinhafen bei Mühlburg. Am Südost-Rand von Karlsruhe-Maxau, wo der längste Zufluss Federbach von links in sie mündet, wendet sich ihr Lauf nach Nordnordost ungefähr parallel zum Rhein und durchfließt kanalisiert die Erdölraffinerie MiRO. Sie mündet dann unmittelbar unterhalb der Einfahrt in den Karlsruher Ölhafen von rechts und zuletzt Südosten in den Rhein.
Kurz zuvor geht noch nach rechts die Albüberleitung ab, die den Strom weitere 3,5 km rechts begleitet und dann bei Eggenstein-Leopoldshafen im Bereich eines Altarms den Pfinz-Entlastungskanal speist, der dann seinerseits bald danach von rechts den Rhein erreicht.

### Zuflüsse
Die bedeutenderen Zuflüsse der Alb sind im Schwarzwald
- der Maisenbach (von rechts, ca. 9 km) und
- die Moosalb (von links, ca. 10 km),

alle anderen erreichen hier nicht einmal 5 km Länge, oft sind es nur Läufe in Hangklingen. In der Oberrheinischen Tiefebene hat sie drei große Zuflüsse,
- den Scheidgraben (von rechts, ca. 10 km),
- den Malscher Landgraben (von links, ca. 17 km) und
- den Federbach (von links, ca. 41 km).

Die beiden letzten entstehen sogar im selben Ort, aber der längere Federbach zieht einen sehr umwegigen Lauf.

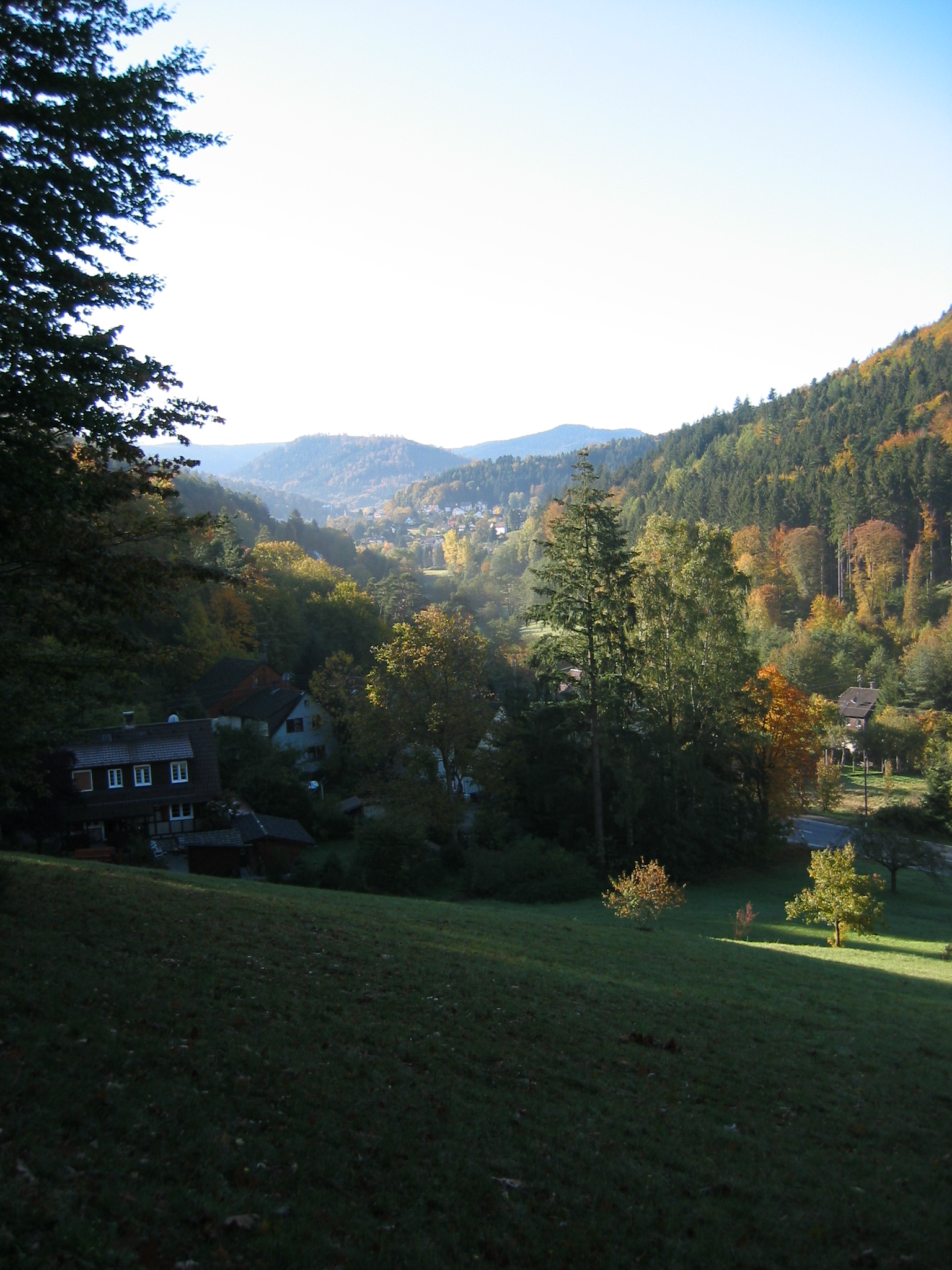
Blick Richtung Bad Herrenalb im Albtal
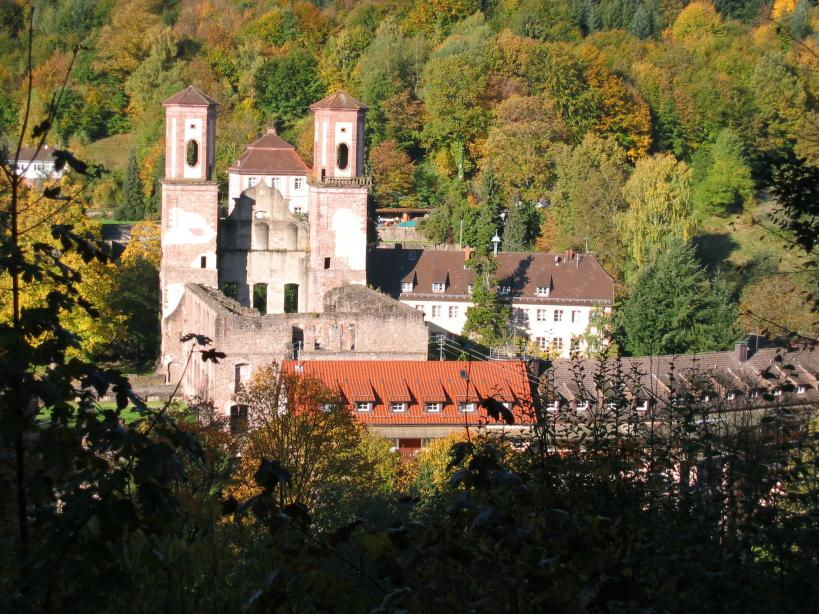
Klosterruine Frauenalb im Albtal
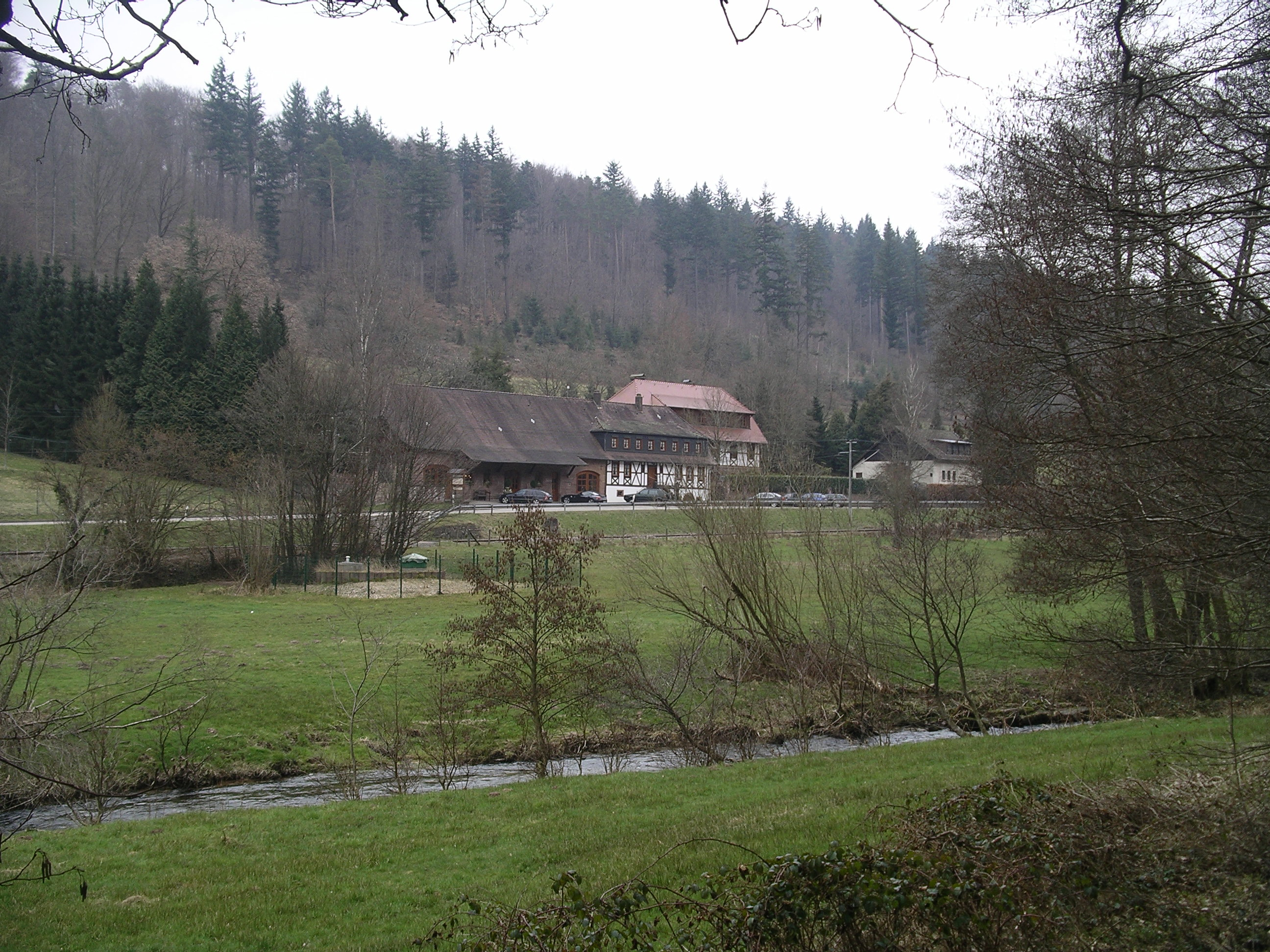
Die Alb beim Gertrudenhof
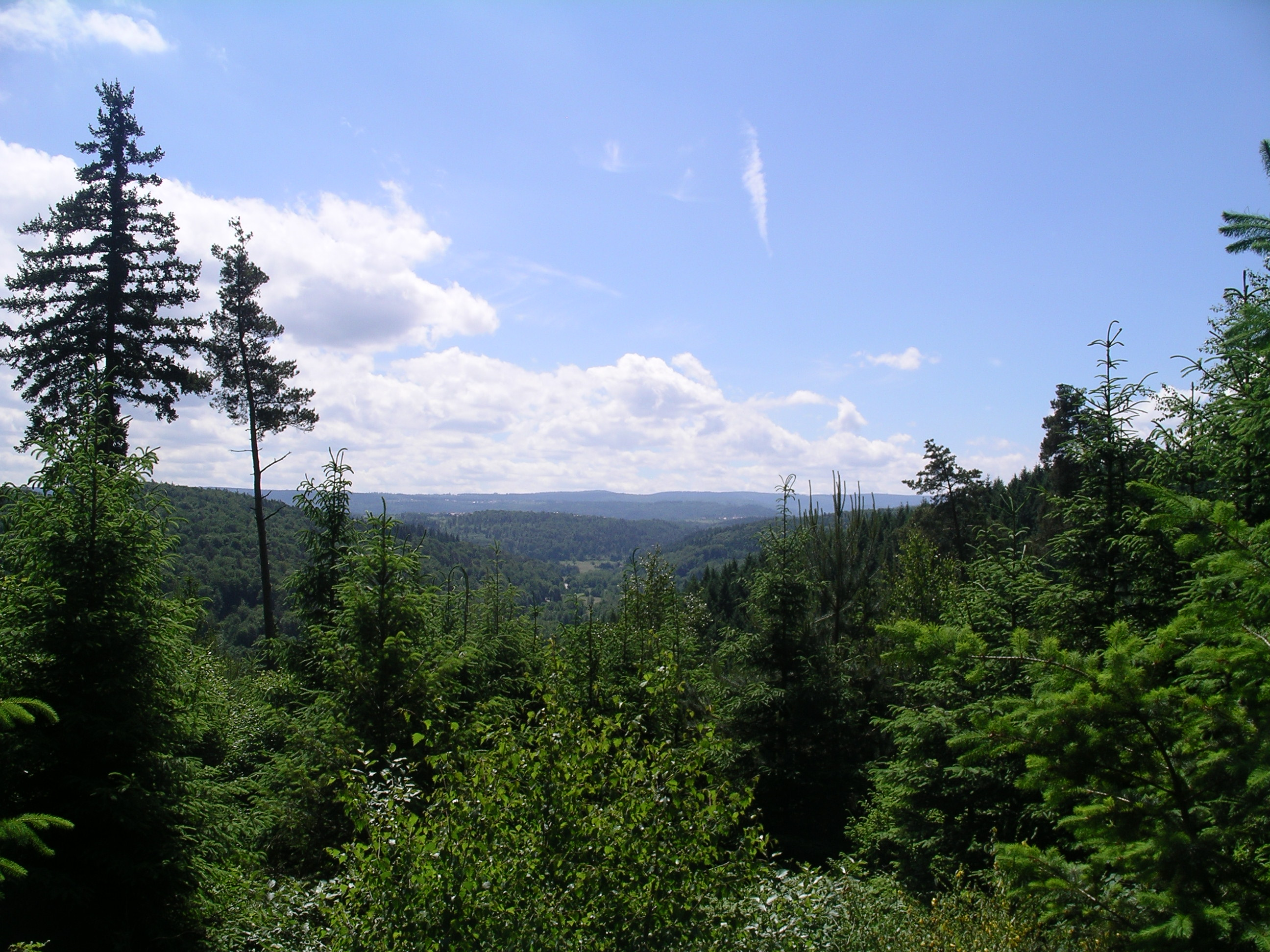
Mittleres Albtal und Nordschwarzwald

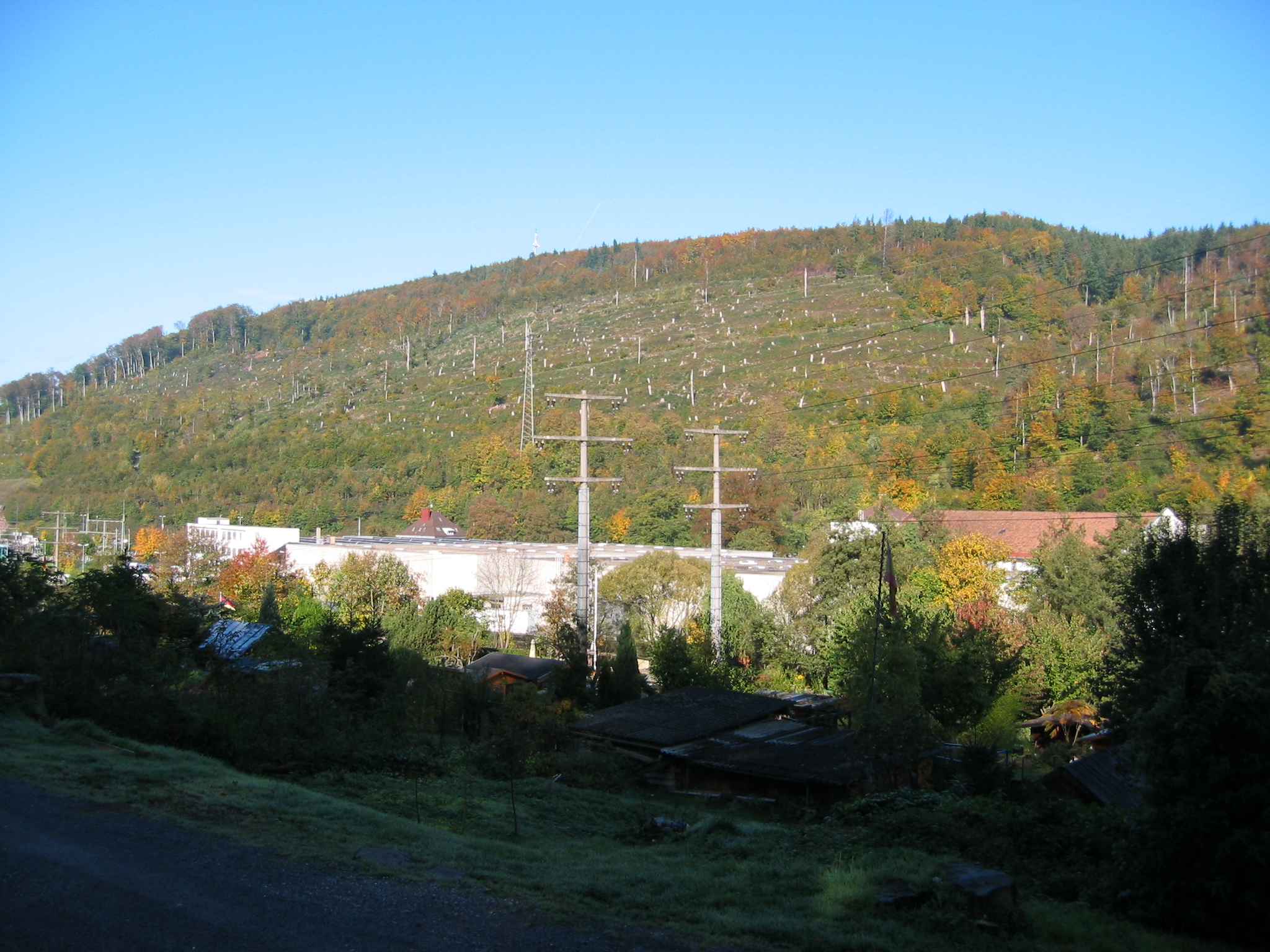
Unteres Talende bei Ettlingen mit Sturmschäden durch Orkan Lothar
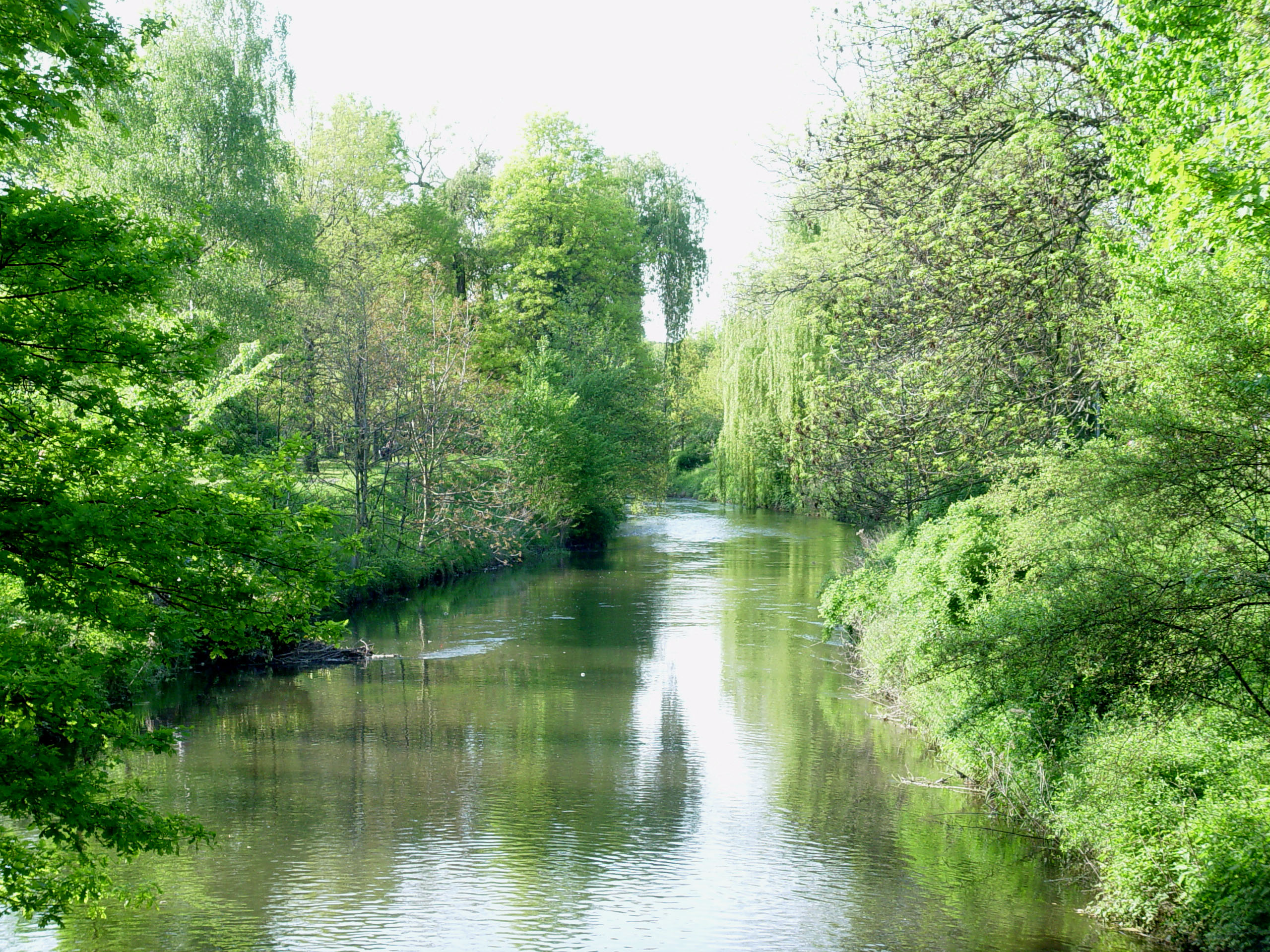
Die begradigte Alb zur Naherholung im Stadtgebiet von Karlsruhe
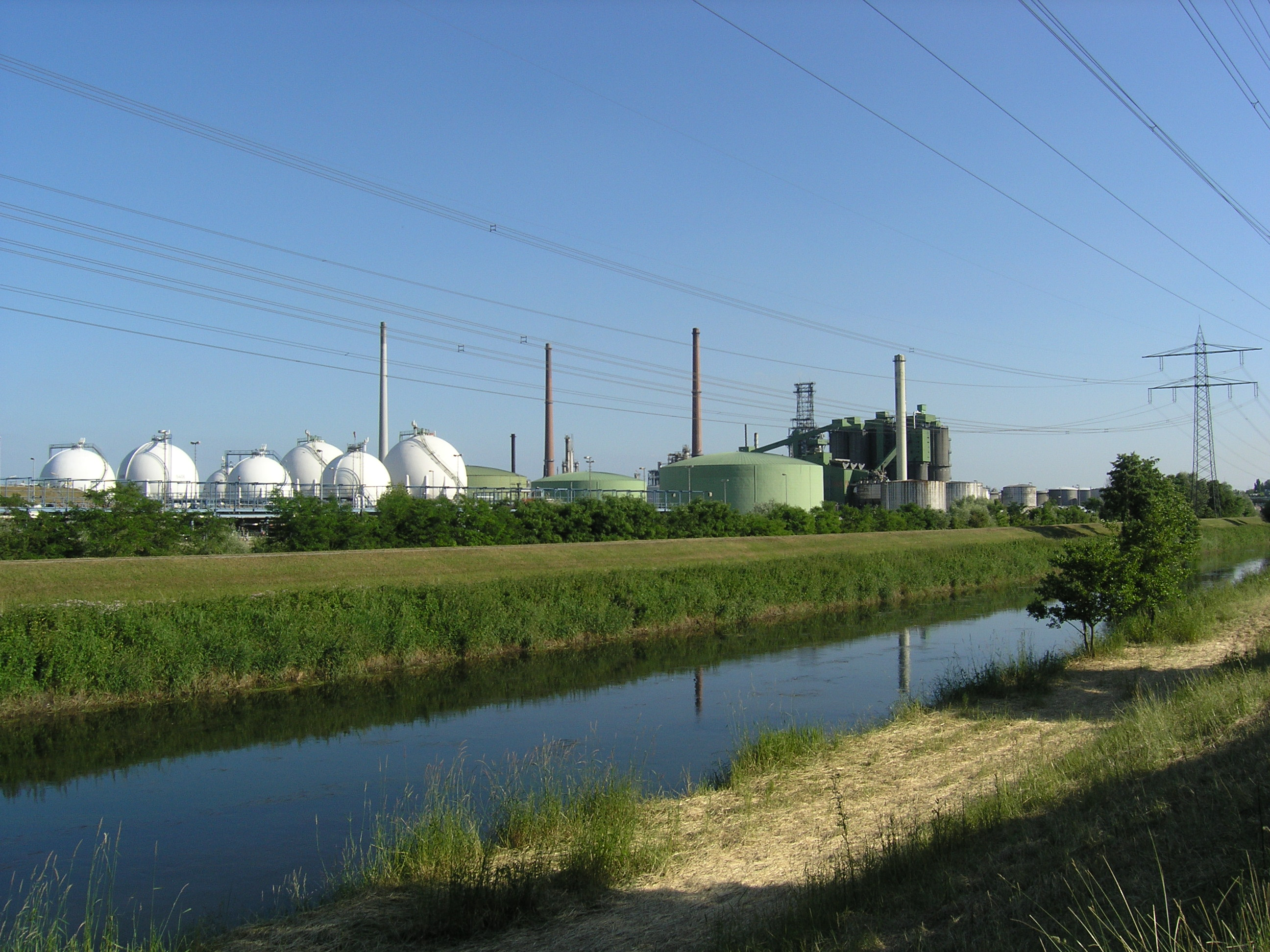
Die begradigte Alb bei der MiRO
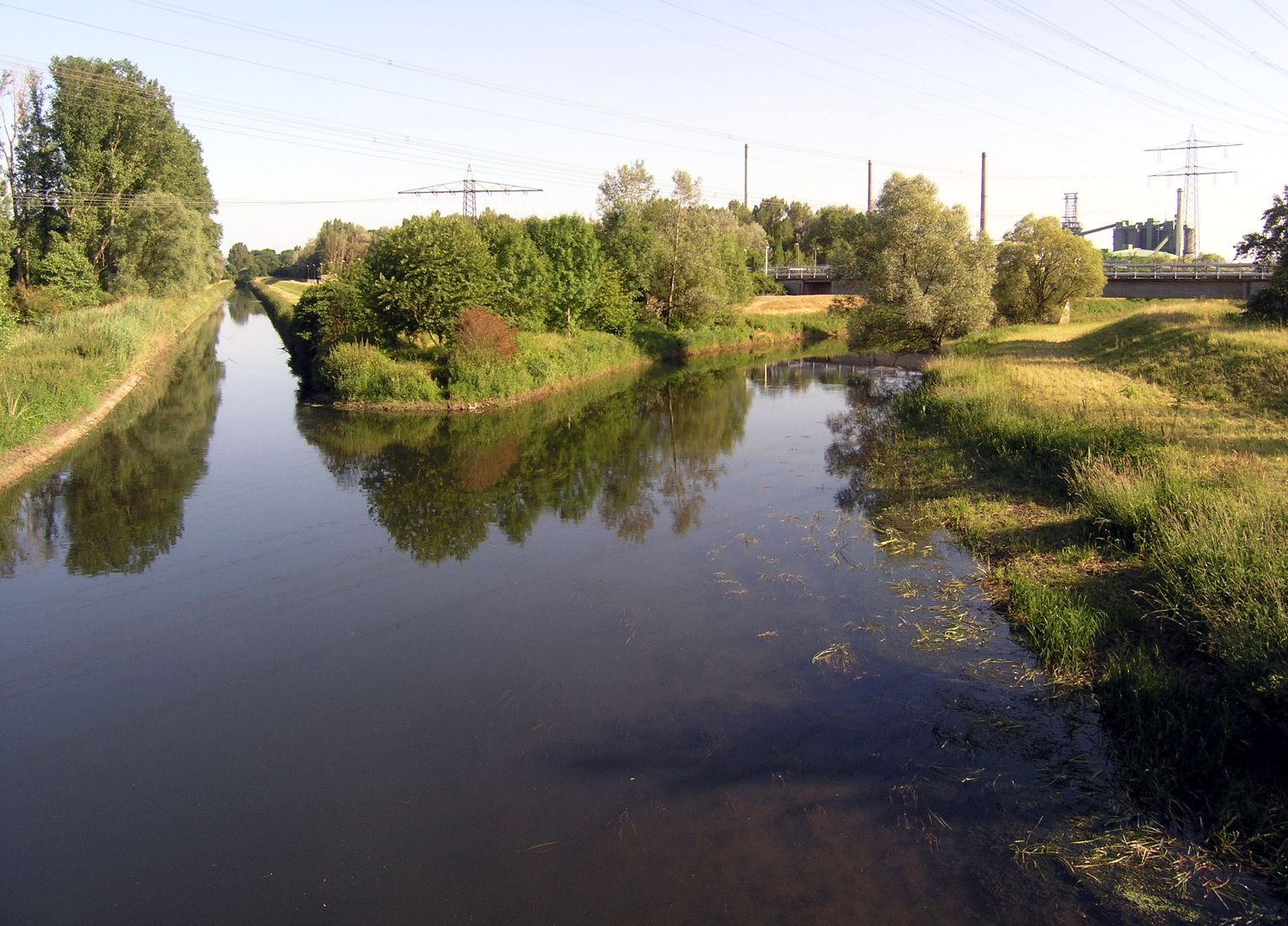
Die Alb als Vorfluter der Kläranlage

## Wirtschaft und Infrastruktur

### Wasserkraft
Oberhalb der Appenmühle sind Stand Ende 2024 im Marktstammdatenregister als in Betrieb gemeldet:
- Ettlingen: 6 Turbinen, die größte mit 350 kW
- Marxzell: 3 Turbinen, die größte mit 55 kW
- Bad Herrenalb: 1 Turbine mit 64 kW

## Rezeption

### Malerei
- Johann Wilhelm Schirmer: An der Alb, Ölgemälde von 1858, das einen Eindruck von der Alb unterhalb Ettlingens vor den Gewässerkorrektionen vermittelt.Ölgemälde Schirmers von 1858 mit der Alb in den Talsanden der Oberrheinebene

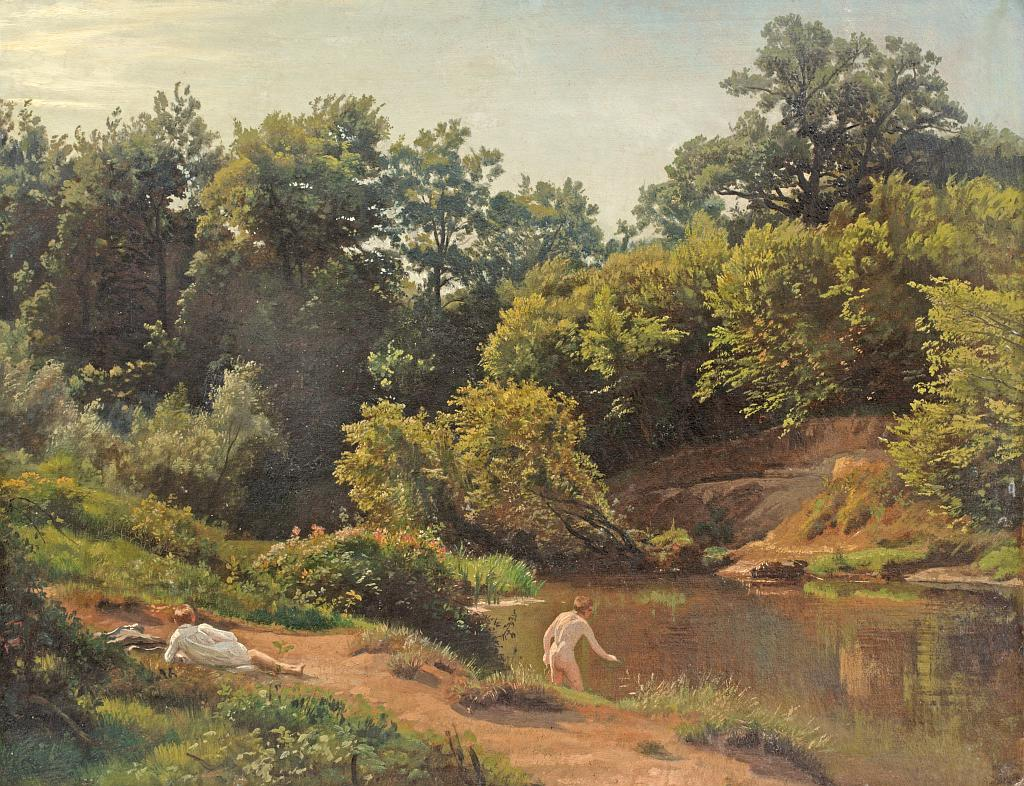
Ölgemälde Schirmers von 1858 mit der Alb in den Talsanden der Oberrheinebene

### Film
- Nymphen, Kröten und Magie – Am Fluss Alb nach Karlsruhe (30 min), 7. Juli 2009, 22.00 Uhr, Fahr mal hin, SWR Fernsehen[5]
- Unsere Alb – Der Film (102 min), Naturdokumentation, Dreharbeiten November 2014 bis September 2017, Kinostart in Ettlingen am 14. Oktober 2017